# Muswell Hill
Muswell Hill is een wijk in het Londense bestuurlijke gebied Haringey, in de regio Groot-Londen.
De Britse popgroep The Kinks, ontstaan in deze wijk, nam in 1971 een album op "Muswell Hillbillies", met daarop de song "Muswell Hillbilly".

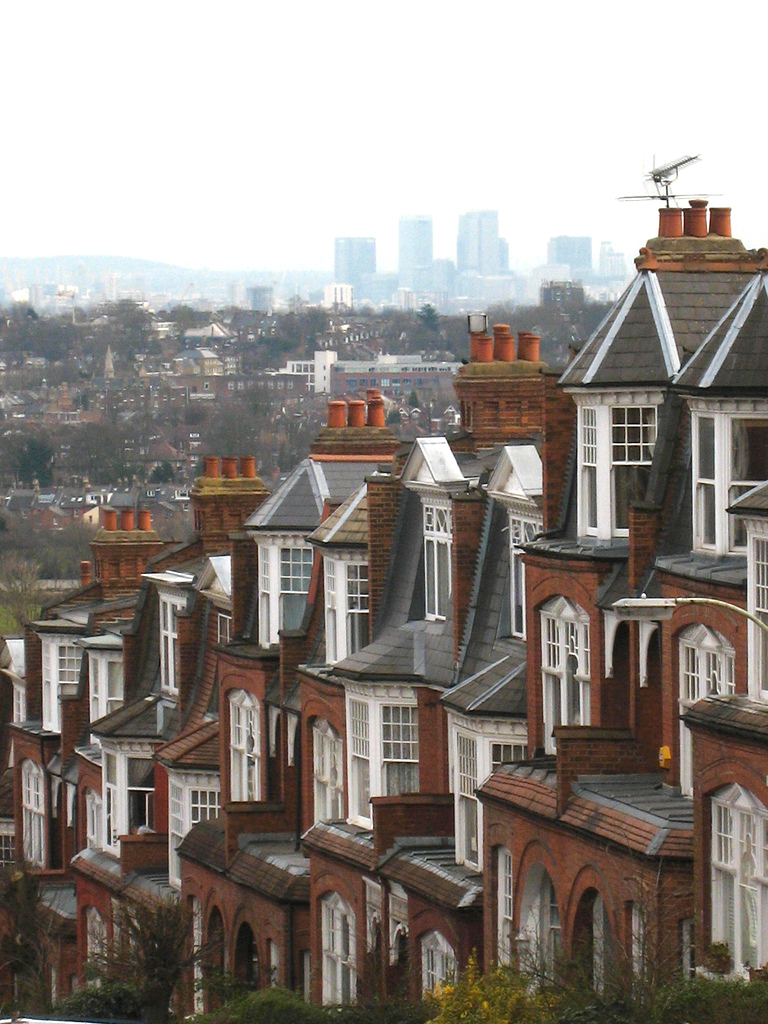
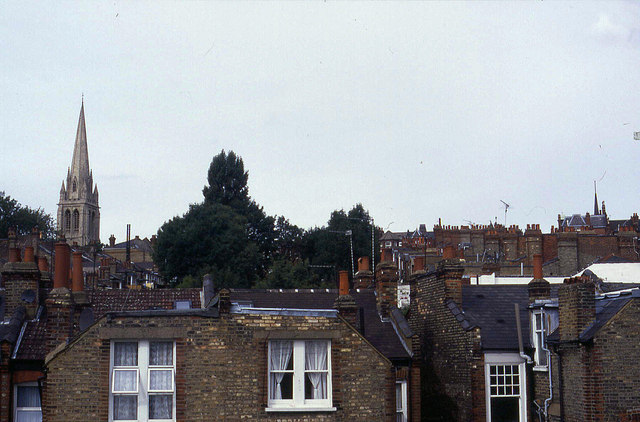

## Geboren
- Keith Levene (1957-2022), gitarist
- Michael Kiwanuka (1987), zanger